# Cuébris
Cuébris (in italiano e in occitano, Cuebris) è un comune francese di 132 abitanti (al 1º gennaio 2022) situato nel dipartimento delle Alpi Marittime della regione della Provenza-Alpi-Costa Azzurra.

## Storia
Possesso del regno di Francia, con il trattato del 1760 fu ceduto con La Penne, Sant'Antonino, Le Broc, Guillaumes al Regno di Sardegna, finché nel 1860 ritorna alla Francia con l'intera Contea di Nizza.

### Evoluzione demografica
Abitanti censiti